# Istituto europeo di bioinformatica

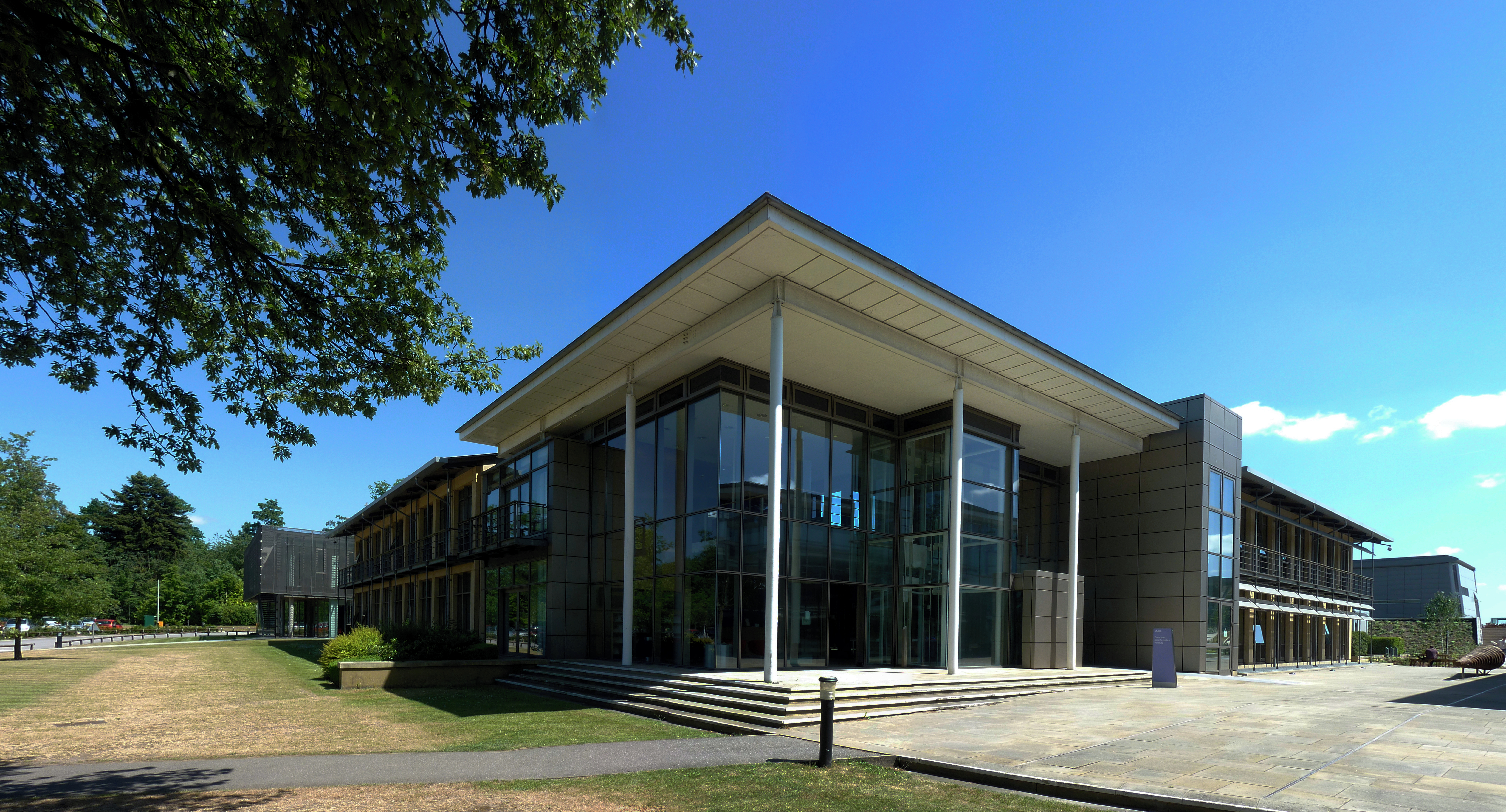
EBI, Hinxton, presso Cambridge, Inghilterra

L'Istituto europeo di bioinformatica (EBI dall'inglese European Bioinformatics Institute), che fa capo al Laboratorio Europeo di Biologia Molecolare (EMBL), è un centro di ricerca e servizi di bioinformatica. Assieme all'NCBI, gestisce i maggiori database di sequenze nucleotidiche e proteiche.
Si trova nel piccolo villaggio di Hinxton, presso Cambridge, Inghilterra.
L'EBI è un pioniere della nuova e in crescita ricerca bioinformatica. L'EBI è formato da gruppi specializzati in ricerca e servizi che forniscono una considerevole quantità di dati biologici e di mezzi per aiutare la comunità scientifica a comprendere i dati sul genoma.

## Gruppi dell'EBI
Kim Henrick: 
Macromolecular Structure Database (MSD) 
MSD conserva una lista di strutture quaternarie di proteine o delle macromolecole per ogni acquisizione da parte del Protein Data Bank (PDB). 
È anche membro del Worldwide Protein Data Bank e si configura come uno dei tre siti internet responsabili di acquisire, rielaborare e distribuire i dati di struttura macromolecolare.
Ewan Birney: 
Ensembl 
Ensembl fornisce, per appena 20 specie, un browser del genoma, un accesso pubblico ai database del MySQL che contiene i dati di annotazioneota indicati nel browser, e un Perl API per accedere al database. 
Il gruppo è diviso quasi egualmente tra l'EBI e il Wellcome Trust Sanger Institute con i bioingegneri del genoma e una squadra web che fa parte del Sanger, un nucleo di database e squadre per la comparazione di genomi all'EBI.
Janet Thornton: 
Thornton Group 
Questo gruppo ha un interesse di ricerca su vasta scala. Utilizzando strutture biomolecolari stanno raggiungendo un'approfondita conoscenza del sito attivo degli enzimi, dell'interazione tra proteine, tra proteine ed effettori, e dell'interazione proteina-DNA e della sua struttura.
Nick Goldman: 
Goldman Group 
Questo gruppo sta sviluppando metodi per l'analisi del DNA e delle sequenze di amminoacidi  per studiare l'evoluzione.
Alvis Brazma: 
Microarray Group 
Questo gruppo sta utilizzando la tecnologia microarray per analizzare la sequenza di dati che partendo dal genoma permettono di identificare quali geni sono espressi in un particolare tipo di cellula in un organismo.
Rolf Apweiler: 
Sequence Database Group 
Questo gruppo costituisce un'unione di tutti i gruppi di database sulle sequenze primarie di proteine e sulle sequenze di nucleotidi allocati all'EBI.

## ChEBI
Il sito dell'EBI ospita ChEBI, (Chemical Entities of Biological Interest), una risorsa informatica gratuita di descrizione di molecole.